# 2804 Yrjö
A 2804 Yrjö (ideiglenes jelöléssel 1941 HF) a Naprendszer kisbolygóövében található aszteroida. Liisi Oterma fedezte fel 1941. április 19-én.